# Manjaku-Papel jezici
Manjaku-Papel jezici (privatni kod: majp), jedna od tri glavne skupine bak jezika koji se govore u Gvineji Bisau i susjednim zapadnoafričkim državama. 
Ovoj skupini pripadaju jezici mandjak kojim se služi 315,300 ljudi u Gvineji Bisau, Gambiji (26,300; 2006) i Senegalu (105,000; 2006); papel (136,000 u Guinji-Bissau (2006) i nešto u Senegalu; mankanya (75,050), od čega 44,200 u Guinji-Bissau (2006) i 29,200 Senegalu (2006).

## Vanjske poveznice
- Ethnologue (14th)
- Ethnologue (15th)